# Olearia aglossa
Olearia aglossa là một loài thực vật có hoa trong họ Cúc. Loài này được (Maiden & Betche) Lander mô tả khoa học đầu tiên năm 1991.